# بیشه دراز

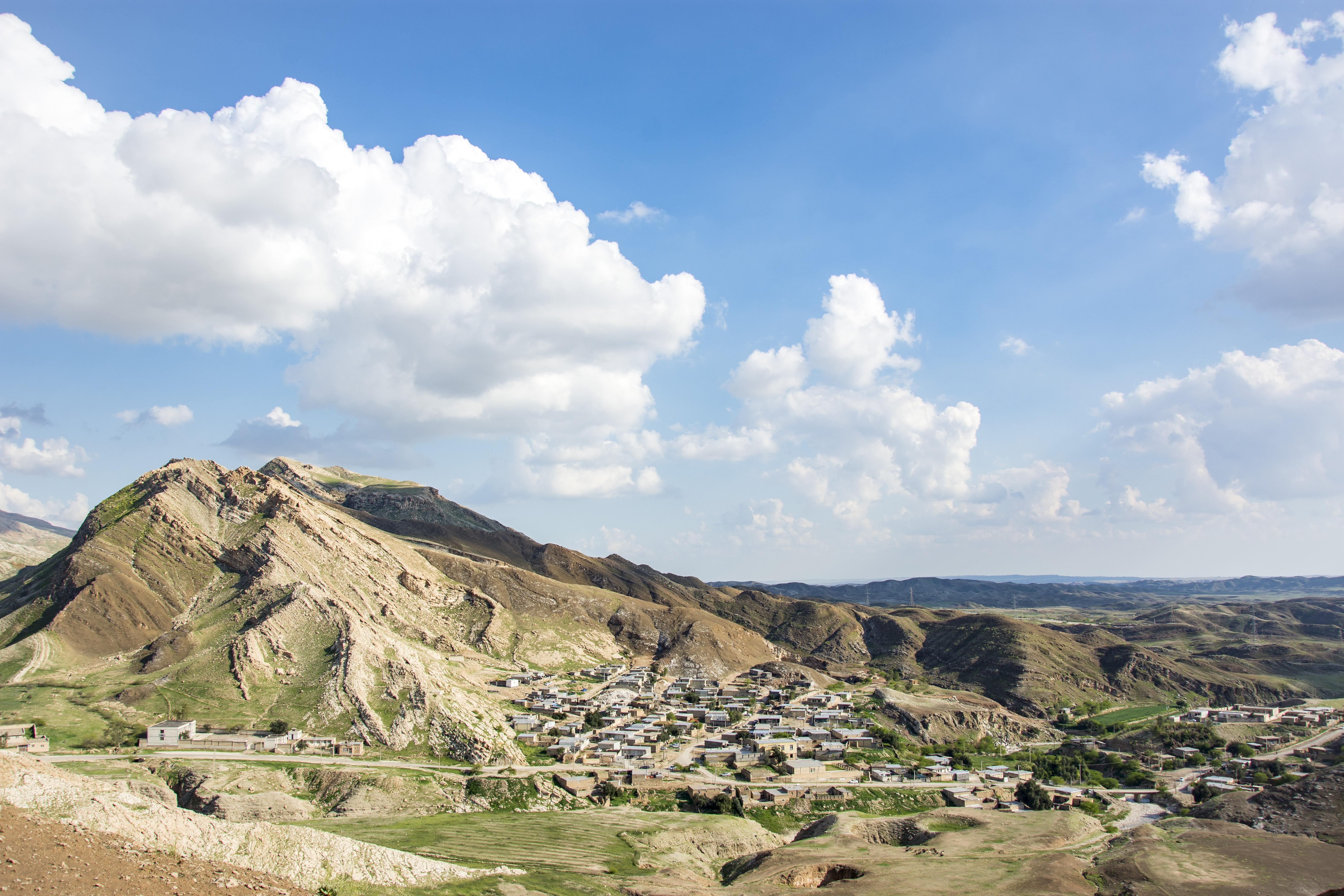
بیشه دراز

بیشه دراز، روستایی در دهستان اناران بخش مرکزی شهرستان دهلران در استان ایلام ایران است.
این روستا در ۳۲ کیلومتری شهر دهلران واقع شده‌است.

## ویژگی‌ها
مهدی نظری، از اهالی این روستا به خاطر اقدامش در درختکاری وسیع در پیرامون روستا به عنوان «مرد درختی» مشهور است. او درختان گرمسیری اعم از کُنار، اکالیپتوس و کهور می‌کارد. گفته شده که او با کمک اهالی حدود صد هزار اصله درخت کاشته‌است.

## جمعیت
بر پایه سرشماری عمومی نفوس و مسکن در سال ۱۳۹۵، جمعیت این روستا برابر با ۲۳۰ نفر (۶۹ خانوار) بوده‌است.

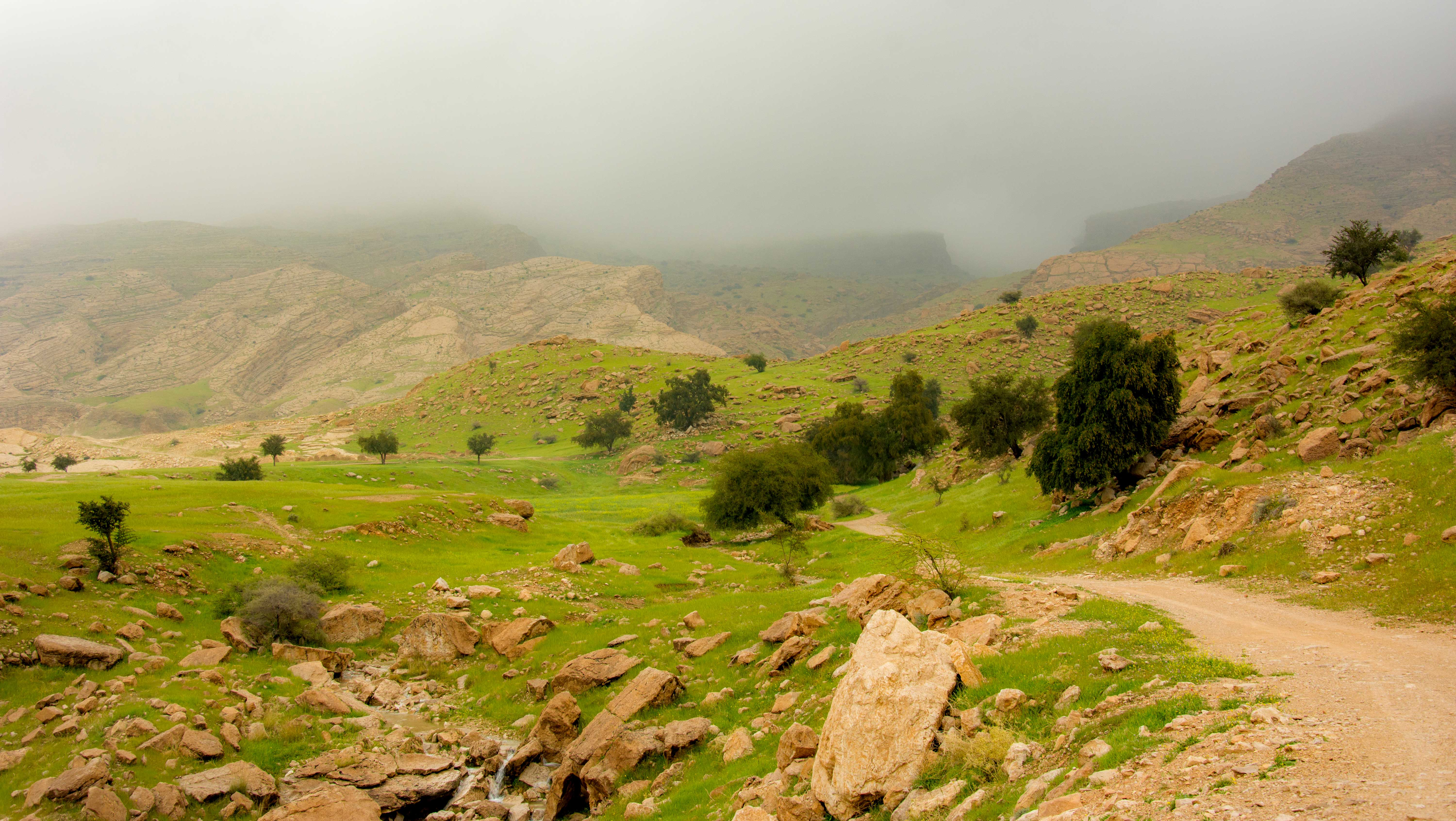
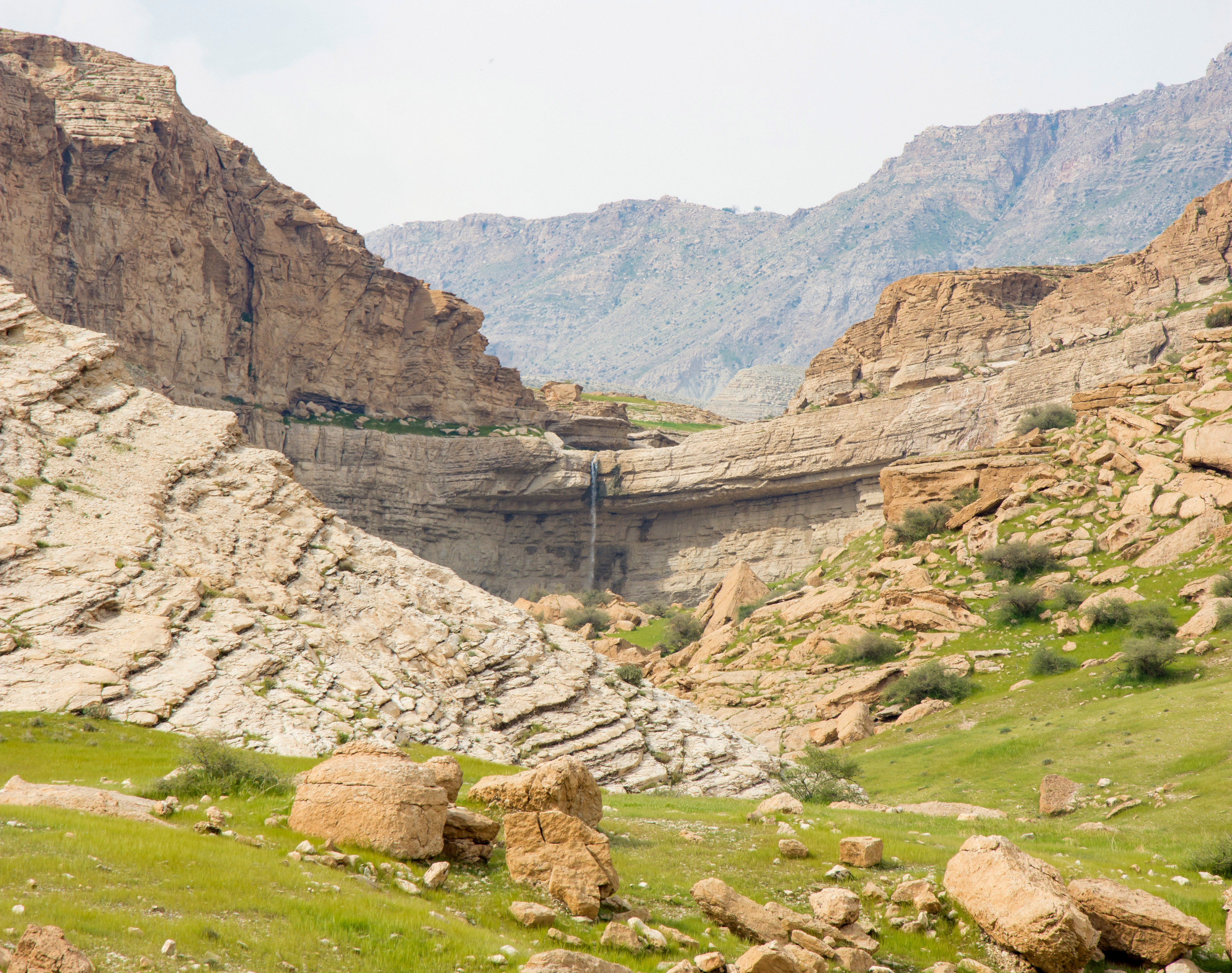
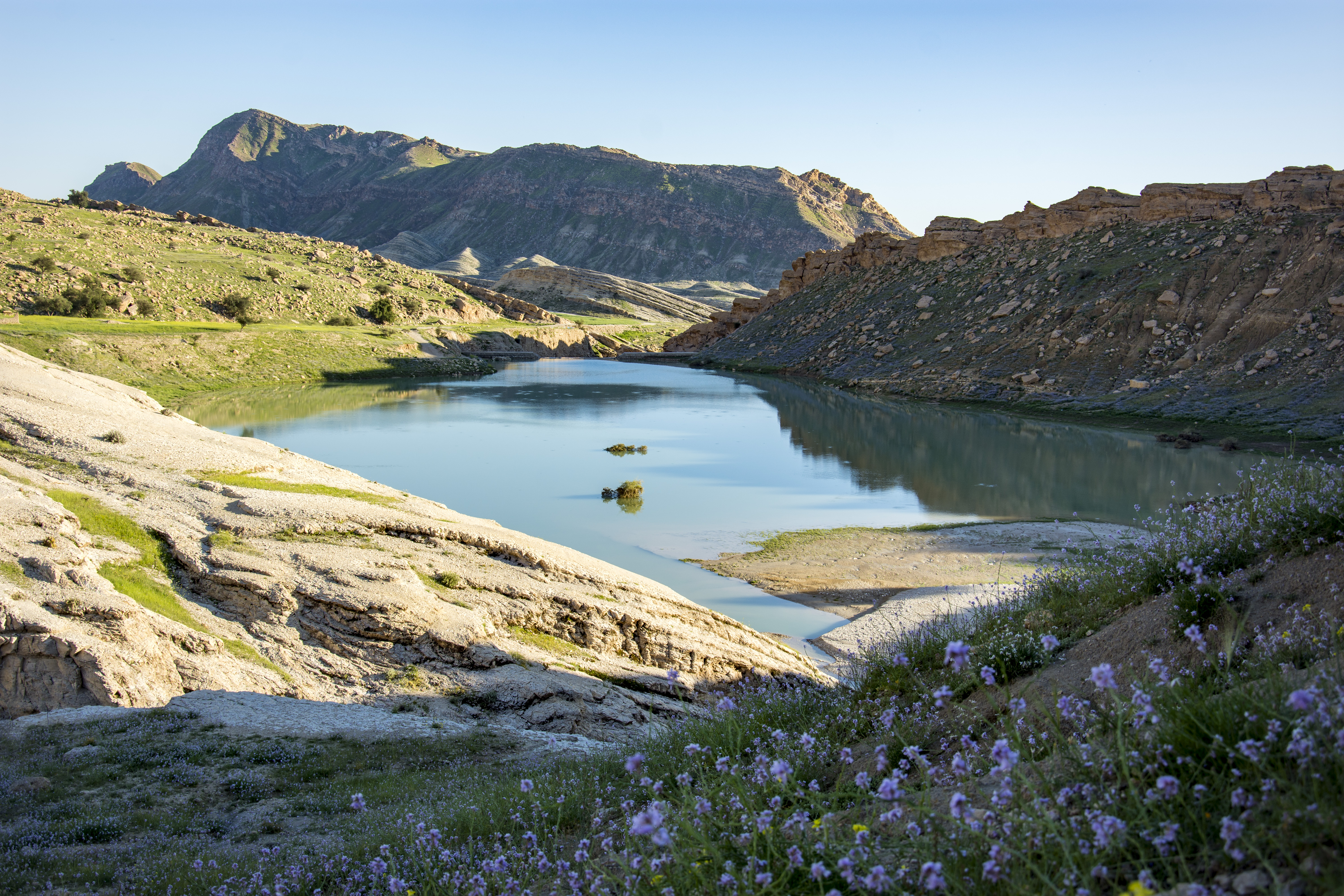
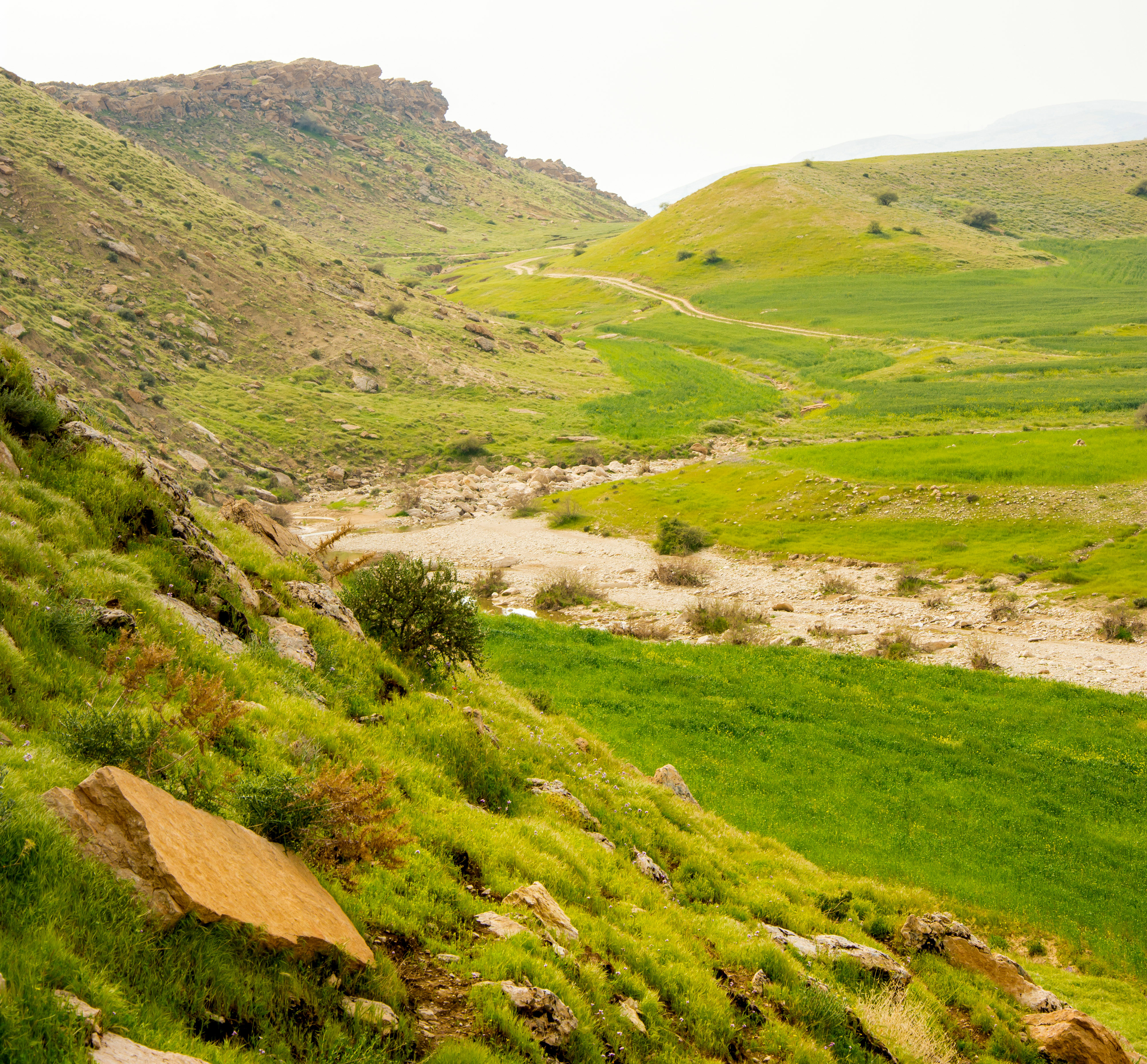

 

زبان مردم این روستا کردی است .